# João Paulo Velez
João Paulo Marcelo Velez (Lisboa, 26 de Maio de 1957) é um jornalista português. Possui o Curso de Jornalismo do CFJ de Paris e é licenciado em História pela Faculdade de Letras da Universidade de Lisboa. Trabalhou no Diário de Notícias, O Diário, Diário do Alentejo e Público. Foi director de informação da Expo 98 e assessor de Pedro Santana Lopes.Foi assessor de imprensa de Mário Soares durante as eleições presidenciais de 2006.
A 9 de julho de 1999, foi agraciado com o grau de Comendador da Ordem do Mérito.